# Erecanana
Erecanana is een geslacht van hooiwagens uit de familie Podoctidae.
De wetenschappelijke naam Erecanana is voor het eerst geldig gepubliceerd door Strand in 1911. 

## Soorten
Erecanana omvat de volgende 9 soorten:
- Erecanana defensa
- Erecanana dentipes
- Erecanana insulana
- Erecanana lentiginosa
- Erecanana mordax
- Erecanana quadridens
- Erecanana remyi
- Erecanana subinermis
- Erecanana typus